# Düsseldorf
Düsseldorf (IPA: [ˈdʏsəldɔɐf]) és la capital del Land de Rin del Nord-Westfàlia (Alemanya). La seva regió metropolitana té 1.315.736 d'habitants i és la número 33 de la Llista d'aglomeracions de la Unió Europea, i ocupa la posició 9 de la Llista de les grans ciutats d'Alemanya. Situada al costat del Rin, a prop de Colònia, és un dels centres de l'àrea Rin-Ruhr, una zona densament poblada de 12 milions d'habitants.

## Història
Els orígens de la ciutat cal buscar-los en el segle VII i segle viii, en els assentaments ramaders i pesquers a la zona on confluïen el Düssel i el Rin. La primera menció de la ciutat, això no obstant, es fa esperar fins al 1135.

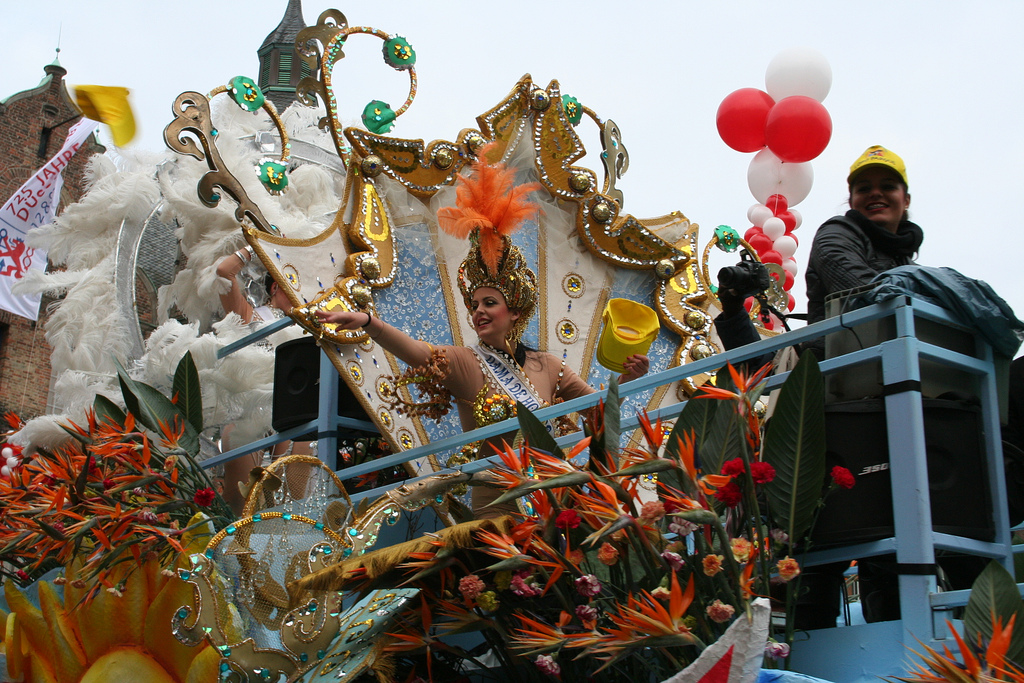
Carnaval a Düsseldorf

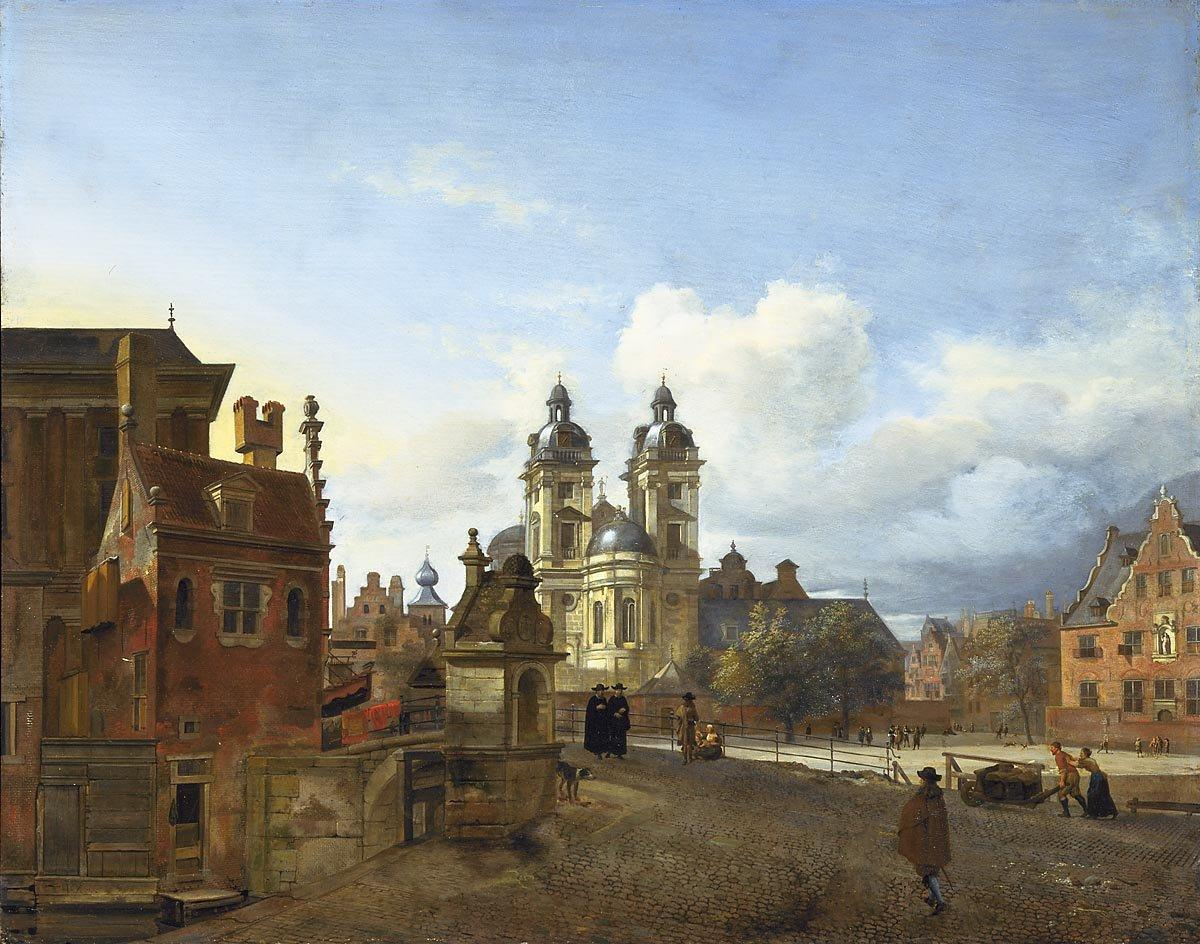
Vista de Düsseldorf amb l'església de Sant Andreu al centre, 1667. Els elements arquitectònics van ser pintats per Jan van der Heyden i les figures per Adriaen van de Velde.

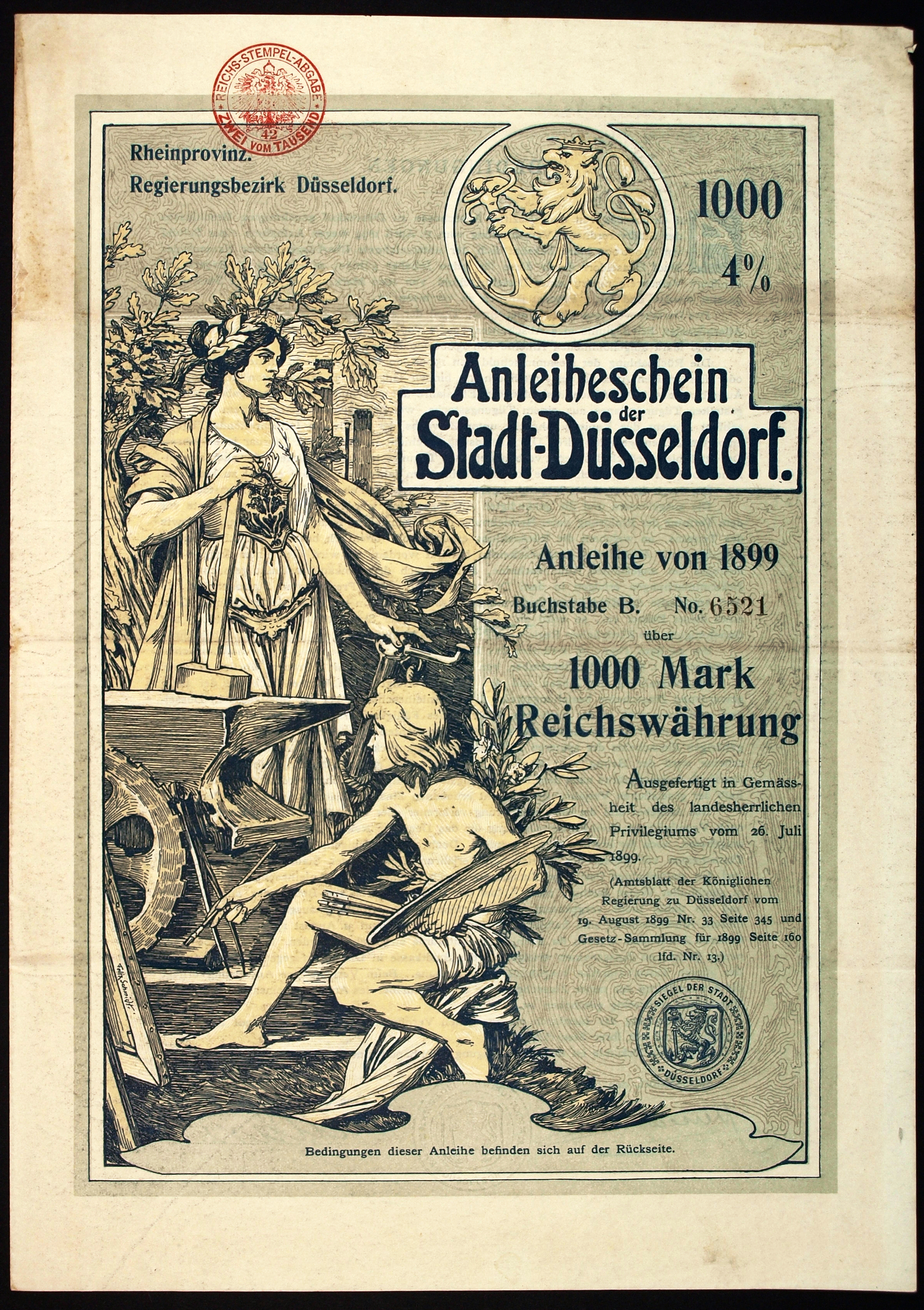
Bon de la ciutat de Düsseldorf, emès el 26. juliol de 1899

La primera menció escrita de Düsseldorf (aleshores anomenada Dusseldorp en el dialecte local del baix renant) data de 1135. Sota l'emperador Frederic I Barbarossa, la petita ciutat de Kaiserswerth al nord de Düsseldorf es va convertir en un lloc avançat ben fortificat, on els soldats vigilaven tots els moviments del Rin. Kaiserswerth finalment es va convertir en un suburbi de Düsseldorf el 1929. El 1186, Düsseldorf va passar sota el domini dels comtes de Berg. El 14 d'agost de 1288 és una de les dates més importants de la història de Düsseldorf. Aquest dia el sobirà comte Adolf VIII de Berg va concedir privilegis al poble de la vora de la ciutat de Düssel. Abans d'això, s'havia produït una sagnant lluita pel poder entre l'arquebisbe de Colònia i el comte de Berg, que va culminar amb la batalla de Worringen

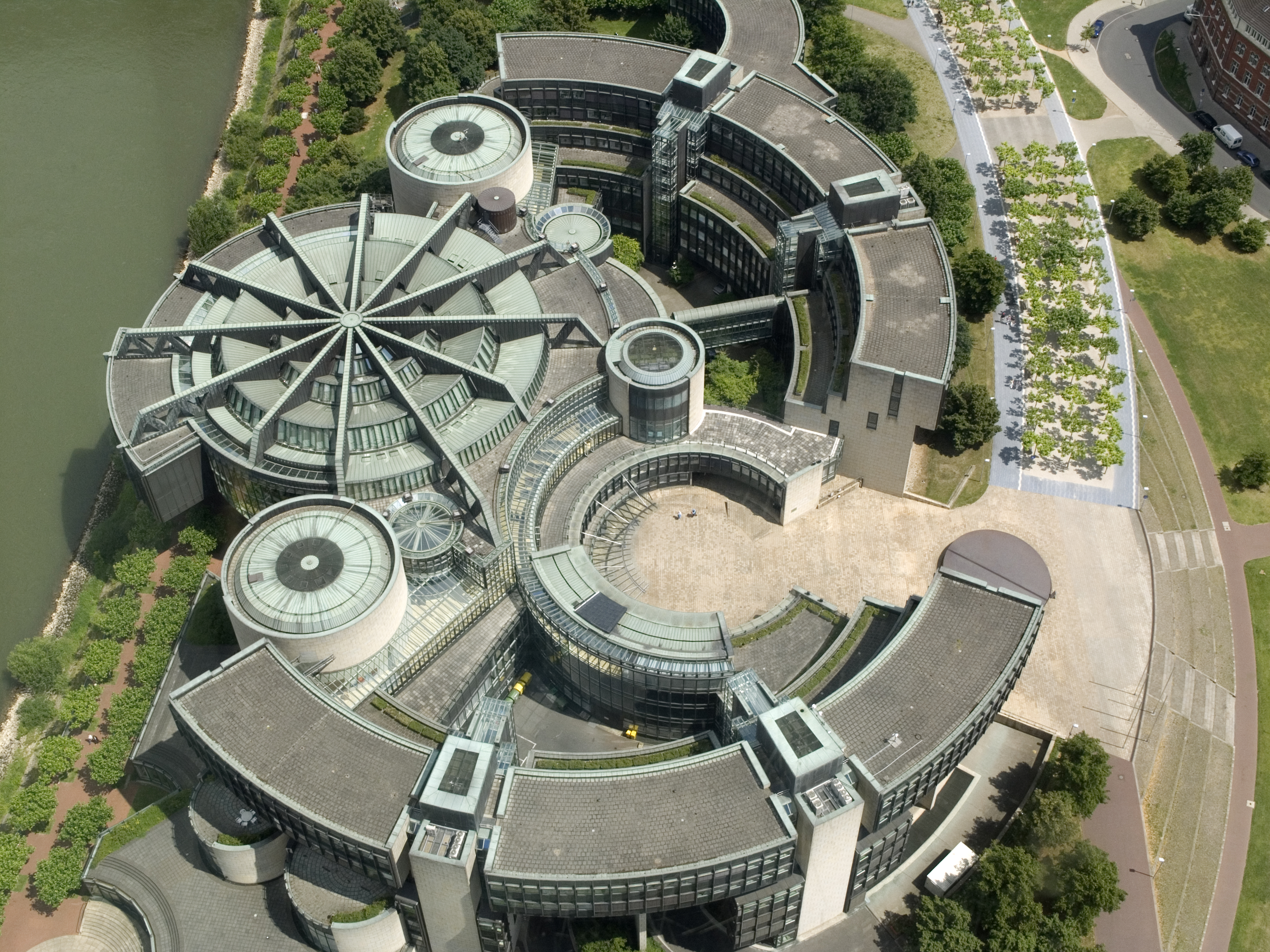
El parlament estatal, vist des del cim del Rheinturm

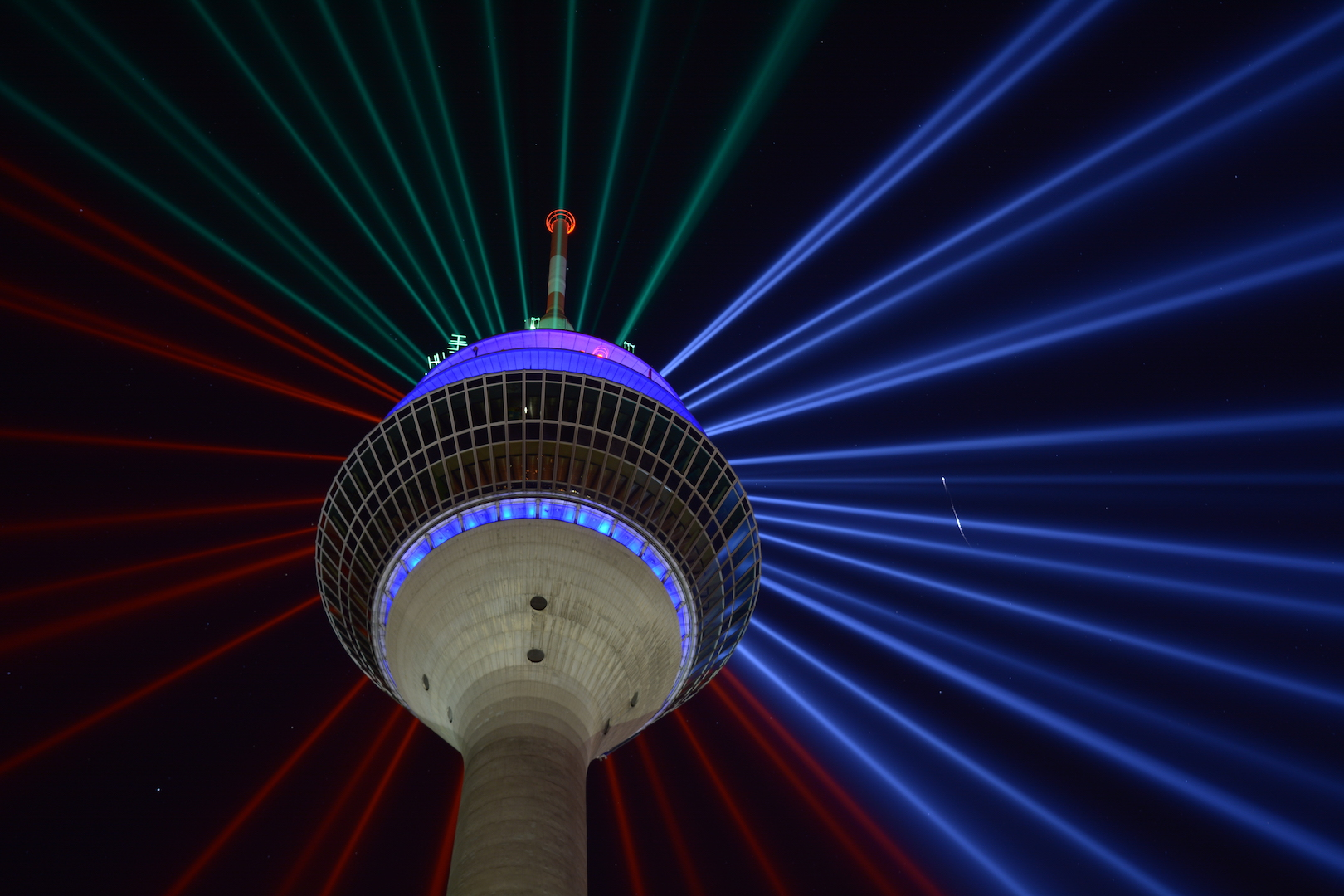
Rheinturm Düsseldorf 70è aniversari de l'estat de NRW, il·luminació amb Rheinkomet

Les forces de l'arquebisbe de Colònia van ser eliminades per les forces del comte de Berg que van ser recolzades per ciutadans i agricultors de Colònia i Düsseldorf, obrint el camí per a l'elevació de Düsseldorf a l'estatus de ciutat, que avui es commemora amb un monument a la Burgplatz. El costum de girar les rodes de carro s'atribueix als nens de Düsseldorf. Hi ha variacions de l'origen dels nens que es mouen. Avui el símbol (Der Radschläger) representa la història i cada any els de Düsseldorf ho celebren fent un concurs de roda de carro. Després d'aquesta batalla la relació entre les quatre ciutats es va deteriorar, perquè eren rivals comercials; sovint es diu que hi ha una mena d'hostilitat entre els ciutadans de Colònia i Düsseldorf. Avui, troba la seva expressió principalment en una forma humorística (sobretot durant el Carnaval de Renània) i en l'esport.
El 14 d'agost del 1288 la ciutat va veure reconeguts els seus drets pel comte Adolf V. La ciutat fou assolada per la pobresa i la destrucció després de les Guerres Napoleòniques.
Una plaça del mercat va sorgir a la vora del Rin i la plaça estava protegida per les muralles de la ciutat als quatre costats. El 1380, els ducs de Berg van traslladar la seva seu a la ciutat i Düsseldorf es va convertir en capital regional del ducat de Berg. Durant els segles següents es van construir diversos monuments famosos, inclosa la Col·legiata de St Lambertus. El 1609, la línia ducal dels Ducats Units de Jülich-Clèveris-Berg es va extingir, i després d'una lluita virulenta per la successió, Jülich i Berg van caure en mans dels comtes de Wittelsbach del Palatinat-Neuburg, que van fer de Düsseldorf el seu domicili principal, fins i tot després d'haver-los fet. Va heretar l'Electorat del Palatinat, el 1685, convertint -se ara en Prínceps electors com a Electors Palatins.
Sota l'amant de l'art Johann Wilhelm II (r. 1690–1716), es va allotjar una vasta galeria d'art amb una gran selecció de pintures i escultures al Stadtschloss (castell de la ciutat). Després de la seva mort, la ciutat va tornar a patir temps difícils, sobretot després que l'elector Carles II Teodor de Baviera heretés Baviera i traslladés el tribunal electoral a Múnic. Amb ell es va emportar la col·lecció d'art, que va passar a formar part del que ara és l'Alte Pinakothek de Múnic. La destrucció i la pobresa van colpejar Düsseldorf després de les Guerres Napoleòniques. Napoleó va fer de Berg un Gran Ducat i Düsseldorf la seva capital. Johann Devaranne, líder de la resistència de Solingen als decrets de conscripció de Napoleó, va ser executat aquí el 1813. Després de la derrota de Napoleó, tota Renània, inclòs Berg, va ser donada al Regne de Prússia el 1815. El parlament de la província del Rin es va establir a Düsseldorf. A mitjans del segle xix, Düsseldorf va gaudir d'un renaixement gràcies a la Revolució Industrial, ja que la ciutat tenia 100.000 habitants el 1882; la xifra es va duplicar el 1892.

### Primera Guerra Mundial
Durant la Primera Guerra Mundial, el Royal Naval Air Service (RNS) va emprendre les primeres missions de bombardeig estratègic de la Triple Entesa el 22 de setembre de 1914, quan va bombardejar les bases de Zeppelin a Düsseldorf.

### República de Weimar
El 1920, Düsseldorf es va convertir en el centre de la vaga general. El 15 d'abril de 1920, 45 delegats de la Unió de Miners Alemanys van ser assassinats pels Freikorps.

### Segona Guerra Mundial
El rabí de la comunitat jueva de Düsseldorf va fugir als Països Baixos i va morir a Auschwitz el 1943. La ciutat va ser objectiu de bombardeigs estratègics durant la Segona Guerra Mundial, particularment durant la campanya de bombardeig de la RAF el 1943, quan es van utilitzar més de 700 bombarders en una sola nit. Les incursions van continuar fins al final de la guerra. Com a part de la campanya contra les instal·lacions petrolieres alemanyes, l'atac de la RAF del 20 al 21 de febrer a la refineria de Rhenania Ossag al districte de Reisholz de la ciutat va aturar la producció de petroli allà. L'avanç terrestre dels aliats cap a Alemanya va arribar a Düsseldorf a mitjans d'abril de 1945. La 97a Divisió d'Infanteria dels Estats Units va capturar fàcilment la ciutat el 18 d'abril de 1945, després que el grup local de Resistència alemanya llancés Aktion Rheinland.
La Primera Guerra Mundial i la Segona Guerra Mundial van sumir la ciutat en la depressió. La segona va deixar la ciutat reduïda a una pila de ruïnes.

### República Federal Alemanya
El 1946, Düsseldorf es va convertir en capital del nou estat federal de Rin del Nord-Westfàlia. La reconstrucció de la ciutat va procedir a un ritme frenètic i la transformació econòmica va guiar el creixement econòmic de Düsseldorf.

## Geografia

### Geografia física

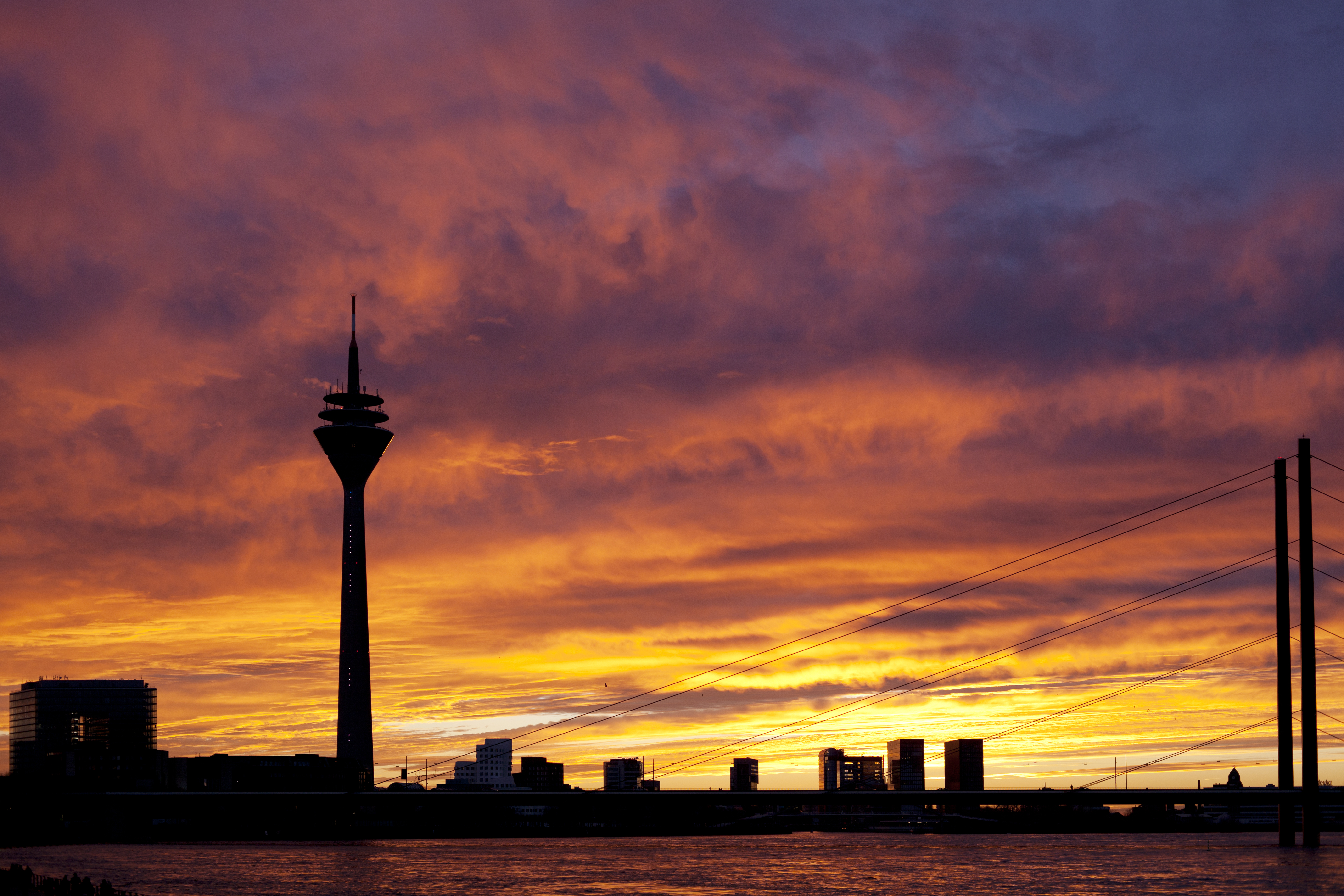
Horizon de Düsseldorf

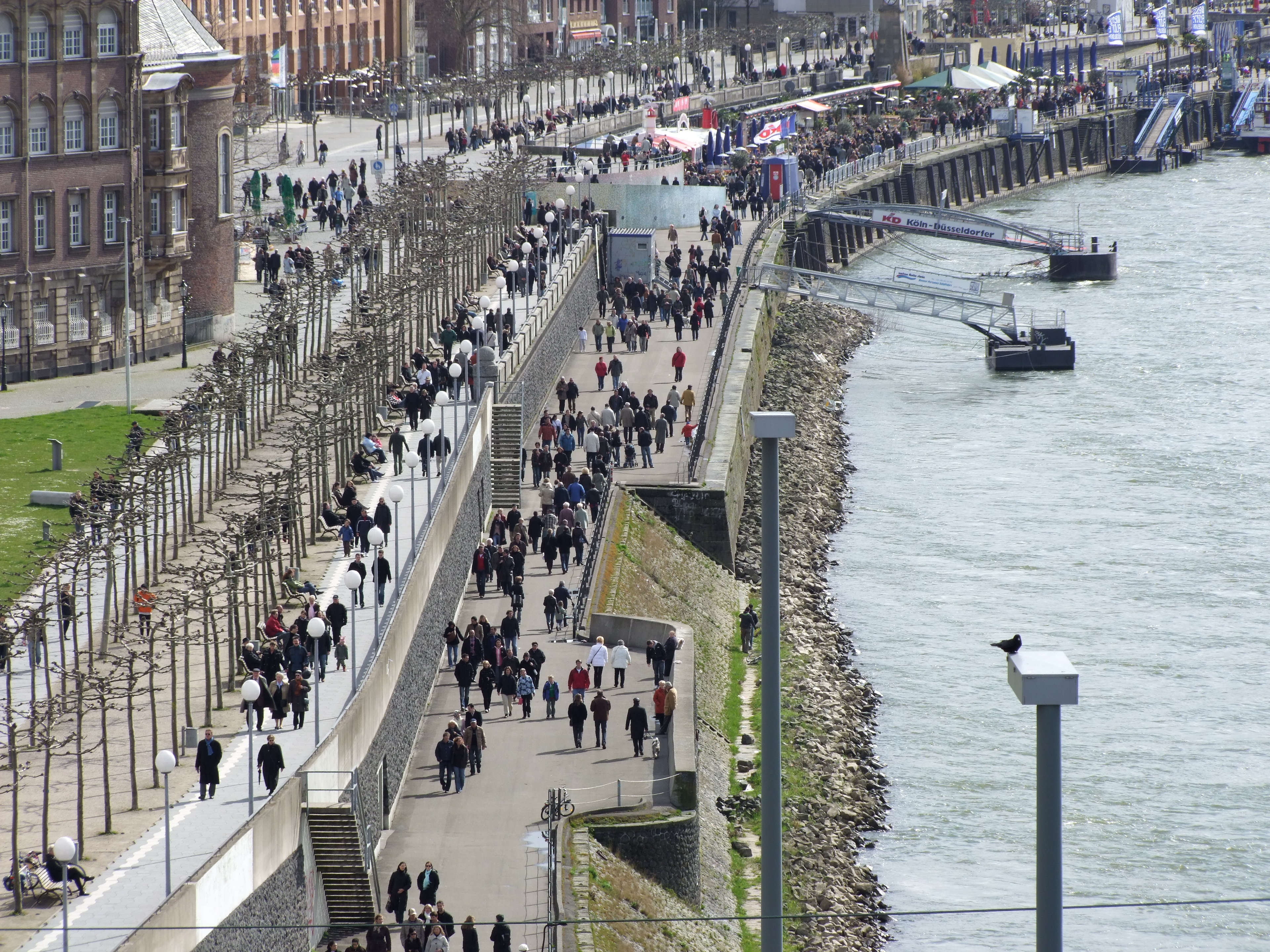
Passeig pel Rin

Düsseldorf està construït íntegrament amb al·luvions, fang, sorra, argila i ocasionalment grava. El punt més alt de Düsseldorf és el cim de Sandberg a l'extrem oriental de la ciutat (barri de Hubbelrath) a 165 m. El punt més baix es troba a l'extrem nord del barri de Wittlaer, on el Schwarzbach entra al Rin, amb una altitud mitjana de 28 m.

### Ciutats i districtes adjacents
Els districtes i ciutats següents limiten amb Düsseldorf (en el sentit de les agulles del rellotge començant pel nord): la ciutat de Duisburg, el districte de Mettmann (Ratingen, Mettmann, Erkrath, Hilden, Langenfeld i Monheim) i el districte de Neuss (Dormagen, Neuss i Meerbusch).

### Clima
La ciutat té un clima oceànic (Köppen: Cfb, suau amb relació a Alemanya Oriental). Com la resta de la Baixa Renània, Düsseldorf experimenta hiverns moderats amb poques nevades i estius suaus a càlids. La temperatura mitjana anual és d’ 11,6 C amb una precipitació mitjana anual de 732 mm. La direcció dominant del vent és de l'oest amb velocitats del rang de 3 a 4 m/s (7–9 mph), amb ratxes de 3,5 −4,8 m/s (8–10,7 mph). El vent és tranquil (definit com a sota de 2 m/s o 4,5 mph) al voltant del 35% del temps, amb més freqüència a la nit i a l'hivern.

## Demografia
| 6 juny 1961 | 27 maig 1970 | 31 desembre 1975 | 31 desembre 1980 | 31 desembre 1990 | 31 desembre 2000 | 31 desembre 2010 | 31 desembre 2011 | 31 desembre 2012 | 31 desembre 2013 | 31 desembre 2014 | 31 desembre 2014 | 31 desembre 2015 | 31 desembre 2016 | 31 desembre 2016 | 31 desembre 2017 | 30 setembre 2019, 31 octubre 2019 | 31 desembre 2019 | 31 desembre 2021 | 31 desembre 2022 | 31 desembre 2023 |
| 702.596     | 663.586      | 664.336          | 590.479          | 575.794          | 569.364          | 588.735          | 592.393          | 593.682          | 613.446          | 603.210          | 619.651          | 628.437          | 613.230          | 639.407          | 617.280          | 619.294                           | 645.923          | 619.477          | 629.047          | 631.217          |

Amb una població de 612.178 habitants dins dels límits de la ciutat (31 de desembre de 2015), Düsseldorf és la setena ciutat més gran d'Alemanya. La seva població va superar el llindar dels 100.000 habitants durant el punt àlgid de la industrialització l'any 1882, i va assolir el màxim de poc més de 705.000 el 1962. Aleshores, la ciutat va començar a perdre residents i molts es van traslladar a municipis veïns. No obstant això, des de finals dels anys noranta, la població de la ciutat ha anat augmentant de nou.

Resultats de la segona volta de les eleccions a l'alcaldia de 2020

Un total de 109.883 persones (el 18%) de la població de Düsseldorf són estrangers (31 de desembre de 2008), la majoria dels quals provenen d'Europa (81.742). Les minories nacionals més grans són els turcs, els grecs i els polonesos. Düsseldorf i els seus voltants tenen la tercera comunitat japonesa més gran d'Europa i la més gran d'Alemanya (unes 11.000 persones). Düsseldorf té la tercera comunitat jueva més gran d'Alemanya, amb uns 7.000 membres.

## Economia

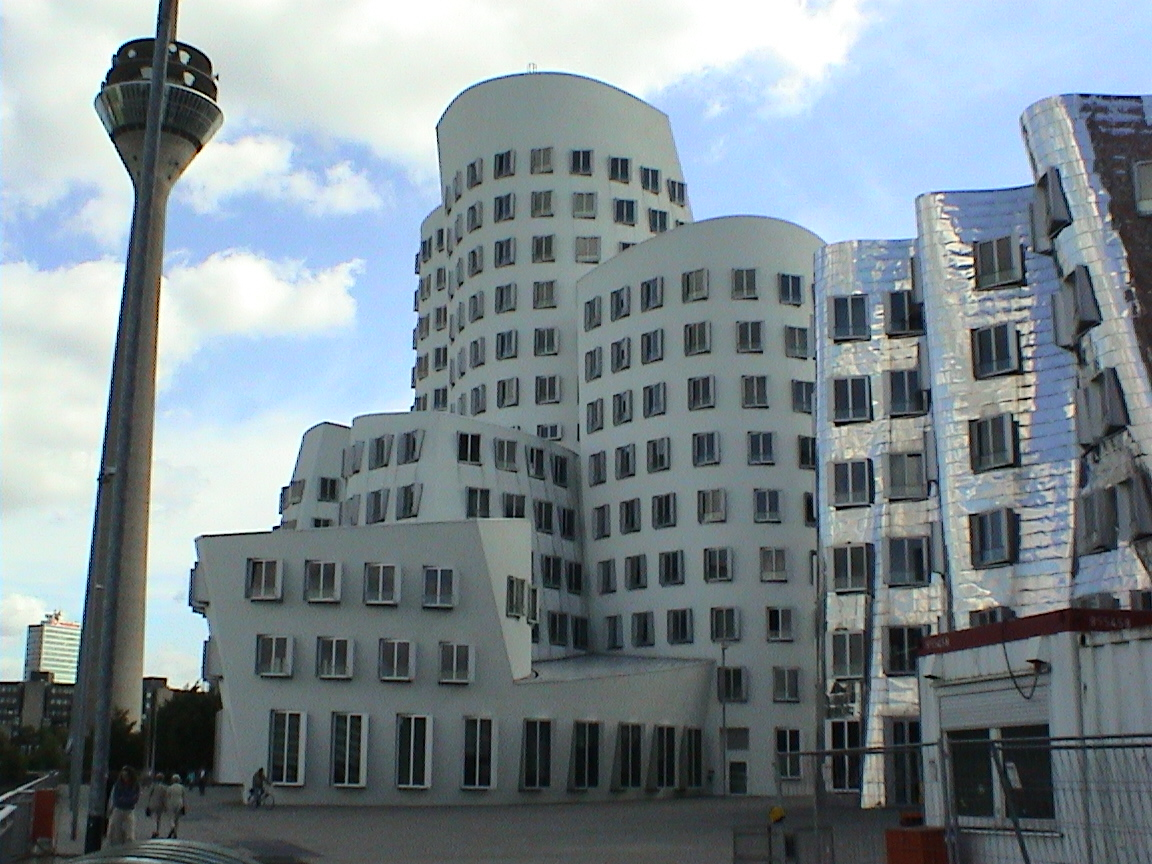
Edificis de Frank Gehry al Mediahafen.

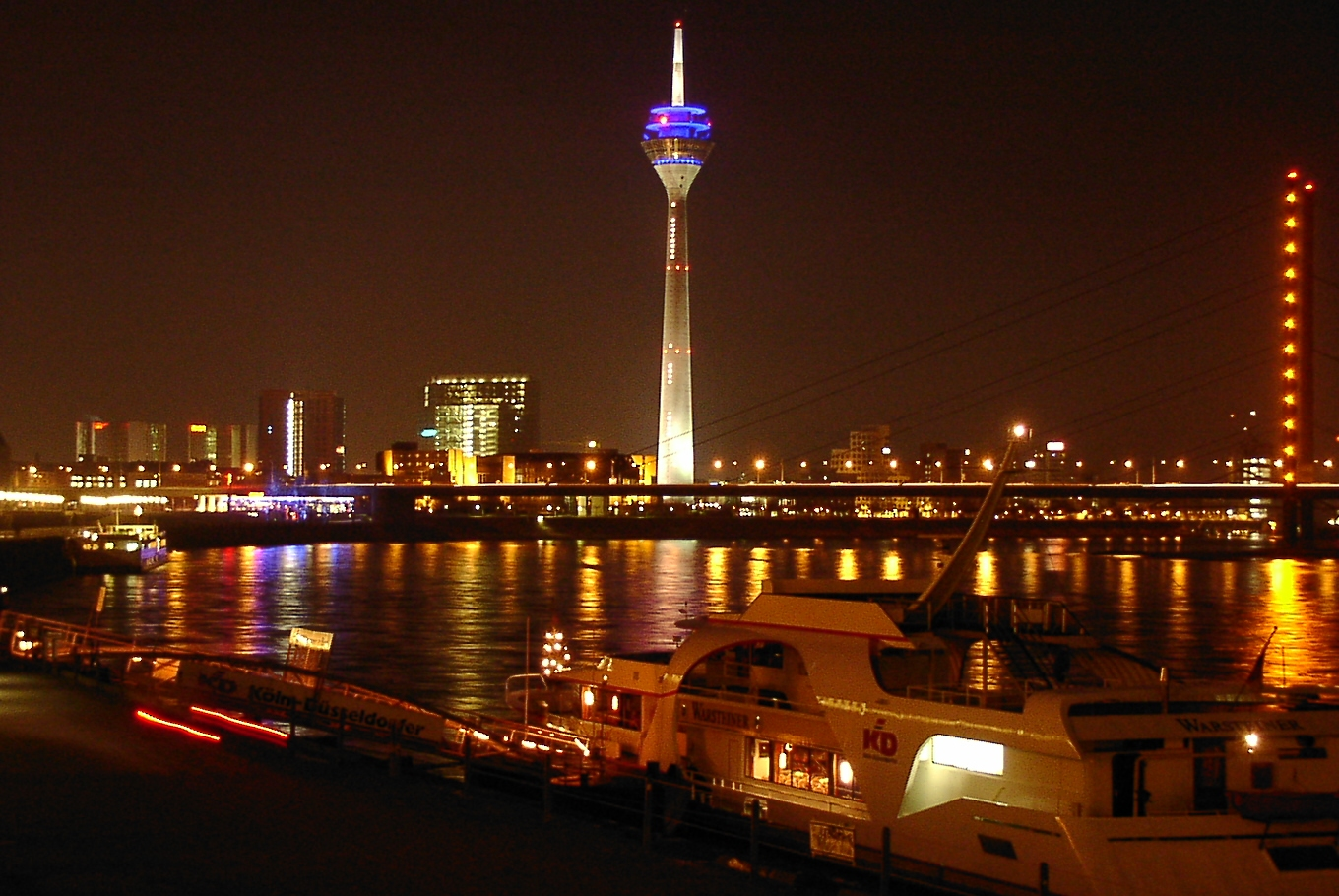
Düsseldorf de nit.

Düsseldorf és avui coneguda a Alemanya per la seva indústria de la moda i de la publicitat.
Düsseldorf s'ha convertit en un dels principals centres de telecomunicacions d'Alemanya. Amb dos dels quatre grans proveïdors alemanys de freqüències mòbils, D2 Vodafone i E-Plus, Düsseldorf lidera el mercat alemany de telefonia mòbil. Hi ha moltes empreses estrangeres de tecnologia de la informació i la comunicació a Düsseldorf com Huawei, NTT, Ericsson, Oppo, Vivo i Xiaomi. Hi ha 18 proveïdors de serveis d'Internet situats a la capital de Renània del Nord-Westfàlia. Hi ha dues companyies aèries amb seu a la ciutat: Eurowings i antigament independent LTU International.
Moltes de les empreses d'internet de Düsseldorf tenen les seves arrels al món de la publicitat: hi ha 400 agències de publicitat a Düsseldorf, entre elles tres de les més grans d'Alemanya: BBDO Group, Grey Global Group i Publicis. També mereixen esment una sèrie de filials d'agències estrangeres, com ara Ogilvy &amp; Mather, Dentsu, Hakuhodo, TBWA i DDB. Peek &amp; Cloppenburg (moda); Uniper (generació elèctrica); L'Oréal Alemanya (Cosmètica i Bellesa); Henkel AG & Co. KGaA (bens de consum de marca i tecnologies industrials); Metro (venda a l'engròs, minorista); Ceconomy (venda al detall); Esprit Holdings (moda, seu a Ratingen, prop de Düsseldorf); BASF Personal Care & Nutrition (abans Cognis – productes químics, seu a Monheim, prop de Düsseldorf, però producció principalment a Düsseldorf).
Mercedes-Benz Group construeix els vehicles comercials lleugers Mercedes-Benz Sprinter a Düsseldorf. Des de la dècada de 1960, hi ha hagut una forta relació entre la ciutat i el Japó. Molts bancs i corporacions japoneses tenen la seva seu europea a Düsseldorf, tants que Düsseldorf té la tercera comunitat japonesa més gran d'Europa, després de Londres i París.També hi ha unes 200 editorials a Düsseldorf.
El "Kö", que significa Königsallee ("Avinguda del Rei"), és una destinació comercial. Algunes joieries, marques de disseny i galeries tenen les seves botigues aquí. El Kö té un dels lloguers més alts d'espais comercials i d'oficines a Alemanya.

### Centre financer
És a més un important centre financer, ja que és la seu de moltes multinacionals i asseguradores. Més de 30.000 persones treballen al sector financer i d'assegurances a Düsseldorf. Hi ha unes 170 institucions financeres nacionals i internacionals, unes 130 agències d'assegurances i una de les vuit borses d'Alemanya. HSBC té la seu central alemanya a Düsseldorf i dona feina a 3.000 persones. NRW. BANC és un banc de desenvolupament de l'estat de Renània del Nord-Westfàlia i el banc de desenvolupament estatal més gran d'Alemanya. NRW. BANK es va separar de WestLB el 2002. Avui Deutsche Bank i Commerzbank tenen sucursals importants a Düsseldorf amb uns 2.000 empleats. Düsseldorf és també el centre financer alemany més important per a les entitats de crèdit japoneses. MUFG Bank, SMBC i Mizuho tenen la seu central alemanya a Düsseldorf. També Santander té la seva seu alemanya a la regió de Düsseldorf. Algunes companyies d'assegurances importants com ERGO, una filial de Munich Re, i ARAG es troben a la ciutat. Diverses altres grans empreses de serveis financers tenen la seva seu a la ciutat.

### Mitjans de comunicació
A Düsseldorf es publiquen diaris i revistes importants com Handelsblatt, Rheinische Post, Wirtschaftswoche, Deutsches Wirtschaftsblatt i VDI-Nachrichten. Gairebé tots aquests documents estan disponibles en línia. Empreses cinematogràfiques de renom, com la companyia cinematogràfica més gran d'Alemanya, el grup Riech, i canals de televisió com WDR i QVC es troben a Düsseldorf. La fundació Film- und Medienstiftung NRW dona suport a la producció de cinema i nous mitjans.
Pel que fa a les pel·lícules i les sales de cinema a Düsseldorf, els espectadors poden veure pel·lícules en diferents idiomes. Moltes pel·lícules populars es mostren en anglès, espanyol, francès i alemany.

## Comunitat japonesa
A Düsseldorf hi ha la comunitat japonesa més gran de tot Europa. Es considera que viuen uns 11.000 japonesos a la ciutat i que s'han creat unes 500 empreses japoneses a la ciutat des dels anys 50 del segle xx.
Existeix també un centre cultural japonès anomenat EKO Haus, dins el qual s'hi situa un jardí d'estil japonès i un temple budista.
A més, cada mes de maig se celebra el que es coneix com el Japan Tag (dia japonès, en alemany). Durant aquest dia els carrers del centre de la ciutat s'omplen de negocis japonesos, parades de menjar i tot tipus d'activitats relacionades amb la cultura japonesa. Aquesta jornada amb gran capacitat de convocatòria es conclou amb uns focs artificials típics del país nipó.

## Districtes
Düsseldorf té els següents districtes: Altstadt (Ciutat Vella), Angermund, Benrath, Bilk, Derendorf, Carlstadt, Düsseltal, Eller, Flehe, Flingern-Nord, Flingern-Süd, Friedrichstadt, Garath, Gerresheim, Golzheim, Grafenberg, Hafen, Hamm, Hassels, Heerdt, Hellerhof, Himmelgeist, Holthausen, Hubbelrath, Itter, Kaiserswerth, Kalkum, Lichtenbroich, Lierenfeld, Lohausen, Lörick (Loerick), Ludenberg, Mörsenbroich (Moersenbroich), Niederkassel, Oberbilk, Oberkassel, Pempelfort, Rath, Reisholz, Stadtmitte, Stockum, Unterbach, Unterbilk, Unterrath, Urdenbach, Vennhausen, Volmerswerth, Wersten i Wittlaer.

## Cultura
L'elector Jan Wellem i la seva dona Anna Maria Lluïsa de Mèdici de Toscana, van ser patrons de les primeres activitats culturals significatives de Düsseldorf als segles XVII i XVIII. Heinrich Heine, el 200è aniversari del qual es va celebrar el 1997 i que originàriament tenia una proposta commemorativa a la ciutat dedicada a ell; Clara i Robert Schumann; i com Felix Mendelssohn, són els artistes més destacats relacionats amb la ciutat, que acull una distingida Acadèmia de Belles Arts.
L'escena cultural de Düsseldorf inclou tradicional i avantguardista, clàssic i glamurós. La mundialment famosa col·lecció d'art estatal de Renània del Nord-Westfàlia, l'aclamada Deutsche Oper am Rhein (òpera) i el Düsseldorfer Schauspielhaus (teatre), casa artística de Gustaf Gründgens, són elements principals de la reputació de Düsseldorf com a centre de la bellesa. arts.

### Cervesa
Düsseldorf és ben coneguda per la seva Altbier, una cervesa de llúpol que es tradueix com a cervesa antiga [estil], una referència al mètode d'elaboració de cervesa prelager d'utilitzar un llevat càlid de fermentació alta com les pale ales britàniques. Amb el pas del temps, el llevat Alt es va ajustar a temperatures més baixes, i els cervesers Alt emmagatzemaven o envasarien la cervesa després de la fermentació, donant lloc a una cervesa més neta i cruixent. El nom "altbier" va aparèixer per primera vegada al segle xix per diferenciar les cerveses de Düsseldorf de la nova cervesa clara que s'estava guanyant força a Alemanya.
Els cervesers de Düsseldorf van utilitzar els malts pàl·lids que s'utilitzaven per a les modernes pale lager, però van mantenir l'antic mètode ("alt") d'utilitzar llevats de fermentació càlida. La primera fàbrica de cervesa que va utilitzar el nom Alt va ser Schumacher que va obrir el 1838. El fundador, Mathias Schumacher, va permetre que la cervesa maduri en condicions fresques en bótes de fusta durant més temps del normal, i va establir les bases per a l'alt modern: color ambre i lager. El resultat és una cervesa pàl·lida que té una mica de la sequedat magra d'una lager, però també amb notes afruitats.
Hi ha cinc cerveseries de pub a Düsseldorf que elaboren Altbier a les instal·lacions: Füchschen, Schumacher, Schlüssel, Uerige i Brauerei Kürzer. Quatre dels cinc es troben al centre històric de Düsseldorf (Altstadt); l'altra (Schumacher), entre l'Altstadt i l'estació central de Düsseldorf (Hauptbahnhof), també manté un establiment a l'Altstadt, Im Goldenen Kessel, enfront de Schlüssel.
Cadascun (excepte Brauerei Kürzer) produeix una versió especial, secreta i de temporada "Sticke" en petites quantitats, encara que els noms varien: Schlüssel l'escriu "Stike", sense la "c", mentre que Schumacher anomena la seva cervesa especial "Latzenbier", que significa "cervesa de llistons", possiblement perquè els barrils dels quals s'abocava havien estat emmagatzemats en prestatges elevats. La temporada de Füchschen és la seva Weihnachtsbier (cervesa de Nadal), disponible en ampolles a partir de mitjans de novembre i servida al brewpub la vigília de Nadal.

### Música i vida nocturna

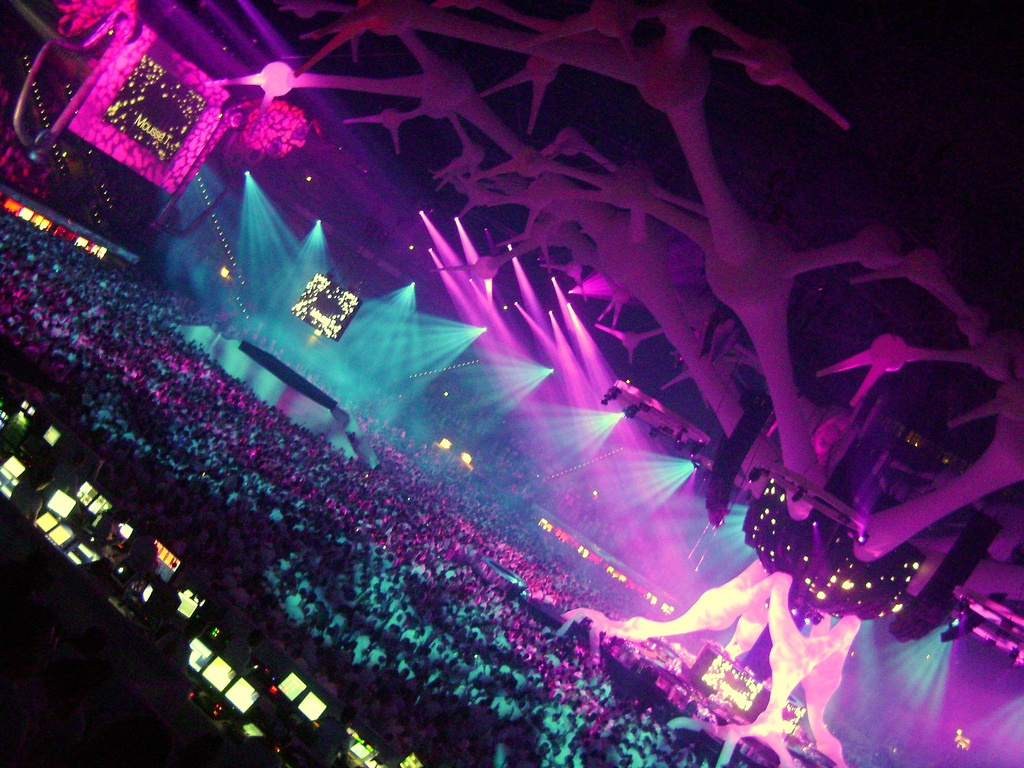
Festa de Cap d'Any Sensation White, Esprit Arena

Des de la dècada de 1950 el "Kom(m)ödchen" ha estat un dels cabarets polítics més destacats d'Alemanya. La contribució més coneguda de la ciutat a la cultura de la música popular moderna és la influent banda electrònica d'avantguarda Kraftwerk. Formada per uns quants músics nascuts a Düsseldorf, Kraftwerk és coneguda internacionalment com la banda més important de la història de la música alemanya de postguerra i com a pioners de la música electrònica. Altres grups musicals influents originaris de Düsseldorf inclouen Neu!, formada el 1971 per Klaus Dinger i Michael Rother, després de la seva separació de Kraftwerk, i La Düsseldorf, també formada per Dinger el 1976 poc després de Neu! dissolt. Tots dos grups van tenir una influència significativa en una varietat d'artistes posteriors de rock, post-punk i música electrònica.
La banda de Power metal coneguda internacionalment Warlock es va formar a Düsseldorf el 1982. La seva líder, Doro Pesch, va tenir una exitosa carrera en solitari a Europa i Àsia des que va acabar Warlock. La banda de punk Die Toten Hosen, famosa arreu del món, també són els cantants més populars a Alemanya Westernhagen i Heino provenen de Düsseldorf. L'acte electrònic DAF es va formar a la ciutat el 1978, així com els pioners electrònics/industrials Die Krupps el 1980. Una altra formació famosa és Fehlfarben. Fundada a finals de la dècada de 1970 per Peter Hein, Frank Fenstermacher, Kurt Dahlke i Michael Kemner.
Düsseldorf apareix en diverses cançons, incloent Düsseldorf de la banda indie britànica Teleman i Wärst du doch in Düsseldorf geblieben de la cantant danesa Dorthe Kollo.

### Moda
Düsseldorf ha estat la capital de la moda d'Alemanya durant dècades (també és un important centre cultural per a l'escena de l'art i la moda). Berlín, la "capital de la moda" d'Alemanya fins al 1945, va perdre la seva posició a causa de la seva ubicació especial dins de la zona d'ocupació soviètica. Després de la reforma monetària del 20 de juny de 1948, les tendències de roba de moda van guanyar importància. Igedo va organitzar desfilades de moda a Düsseldorf a partir del març de 1949. Hi ha diverses escoles dedicades al disseny de moda a Düsseldorf, entre elles Akademie Mode & Design (de), Design Department i Mode Design College.

### Carnaval

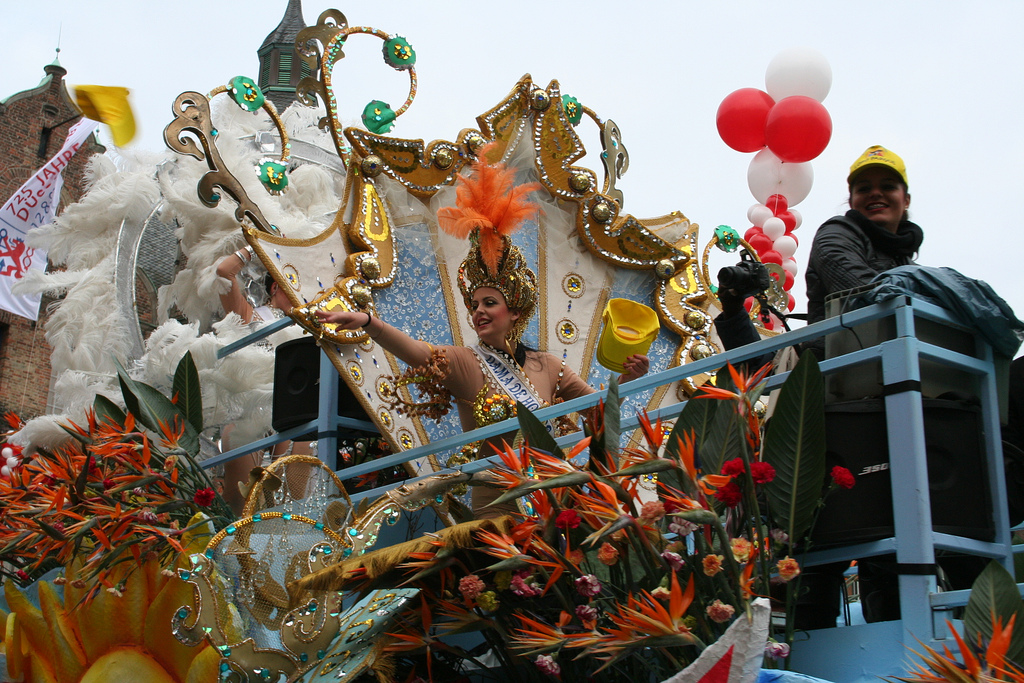
Carnaval a Düsseldorf

Un dels esdeveniments culturals més importants de Düsseldorf és el Karneval (també conegut com la "cinquena temporada") que comença cada any l'11 de novembre a les 11:11. am, i arriba al seu punt culminant el Rosenmontag (dilluns de roses), amb una gran desfilada pels carrers de Düsseldorf. Karneval acaba a Aschermittwoch (Dimecres de cendra).

### El carro de Düsseldorf
Es diu que el Düsseldorfer Radschläger (nen que fa rodes de carro) és la tradició més antiga de la ciutat. El símbol de la roda de carro es pot trobar als records i diverses coses a Düsseldorf han de donar les gràcies pels seus noms.

#### Llegendes del seu origen i història
La tradició no es pot vincular a un fet històric concret. En canvi, hi ha diverses històries al voltant dels inicis dels carros de Düsseldorf. Probablement la versió més coneguda és la batalla de Worringen. A la batalla de 1288, el comte Adolf va derrotar de manera devastadora l'arquebisbe de Colònia. Com a conseqüència d'aquesta victòria, Düsseldorf va obtenir privilegis de ciutat. Els habitants, especialment els nens, corrien alegres pels carrers i feien rodes de carro.
Una altra història parla d'una processó de noces durant la qual es va trencar una de les rodes del carruatge de noces. Per evitar l'amenaça de la mala sort, un nen suposadament va saltar al carruatge, va agafar la roda i es va convertir així en una part viva de la roda. Si la història tracta sobre el matrimoni de Jan Wellem i Anna Maria Lluïsa de Mèdici o el casament del margraví Jakobea de Baden i Johann Wilhelm és discutibl
Una altra història explica el casament entre el margravi Jacobe von Baden i Johann Wilhelm, el 1585. Segons la llegenda, es va sentir desgraciada pel seu matrimoni, però els volants que van mostrar les seves habilitats al costat del seu carruatge van poder fer-la somriure. Nombrosos viatgers es van sentir atrets per la ciutat per grans exposicions –precursores de les fires actuals– entre finals del segle xix i principis del segle xx. Durant aquest temps els nens que feien rodes de carro van descobrir que era una font d'ingressos rendible. La burgesia ho va acceptar de bon humor com un acte simbòlic del patriotisme local. Al principi, els nois cridaven "för eene Penning schlage ich das Rad" (una roda de carro per un cèntim). El monument Jan Wellem va tornar a Düsseldorf al final de la Segona Guerra Mundial. La processó anava acompanyada de torxes, fanfàrries i xiquets de carro.

##### Carretons al paisatge urbà
Els carros es poden trobar a diverses fonts de la ciutat i a prop de molts llocs de referència. La més famosa és Cartwheeler's Fountain a Burgplatz (amb una inscripció d'una cita de Hans Müller-Schlösser: " Radschläger wolle mer blieve, wie jeck et de Minschen och drieve " (Sempre seguirem sent rodetes de carro, per boig que faci la gent.) La font va ser dissenyada per Alfred Zschorsch l'any 1954 i donada per Heimatverein Düsseldorfer Jonges, que és un club dedicat al manteniment de les tradicions locals i regionals. Hi ha altres carros que decoren els desguassos i l'alba de la porta de l'església de Lambertus, dissenyat per Friedrich Becker. Va crear el carro de carros davant dels Schadow Arcades.
La tradició s'ha mantingut viva per l’Alde Düsseldorfer Bürgergesellschaft von 1920 e. V., societat fundada l'any 1920, que va organitzar el primer concurs de carros el 17 d'octubre de 1937. Aquest esdeveniment se celebra anualment des de 1971 en cooperació amb la Stadtsparkasse (un banc local). Antigament celebrat a la Königsallee, té lloc des de 2006 al Rheinwerft, prop de la part antiga de la ciutat. Aquesta és una data fixada al calendari d'actes de la ciutat. Uns 500 nois participen habitualment a l'esdeveniment i també hi participen noies des de 1971. En un projecte artístic Radschläger-Kunst (Art de Cartwheeler) llançat l'any 2001, més de 100 escultures de carros van ser dissenyades per diversos artistes. La aldaba de la porta de l'església de Lambertus va servir de model per a les escultures 2 m d'alçada, 2 m d'ample i 30 cm de profund. Estaven situats al voltant del centre de la ciutat. Algunes de les escultures s'han subhastat a empreses i propietaris particulars.

### Mercat de Nadal
Cada Nadal, la ciutat de Düsseldorf utilitza el centre de la ciutat per acollir una de les trobades nadalenques més grans d'Alemanya. El festival de Nadal té lloc cada any del 17 de novembre al 23 de desembre. Aquesta festa de Nadal porta a Düsseldorf una gran part del turisme cada any, ja que moltes persones de les zones properes vénen a la ciutat per beure vi calent i xocolata calenta i veure com l'artesà bufa el vidre i crea art. L'esdeveniment conté molts petits edificis de fusta agrupats al centre de la ciutat perquè tots els ciutadans gaudeixin. L'esdeveniment, per a molts visitants, té un sentit europeu antic, però és molt animat.

### Cuina

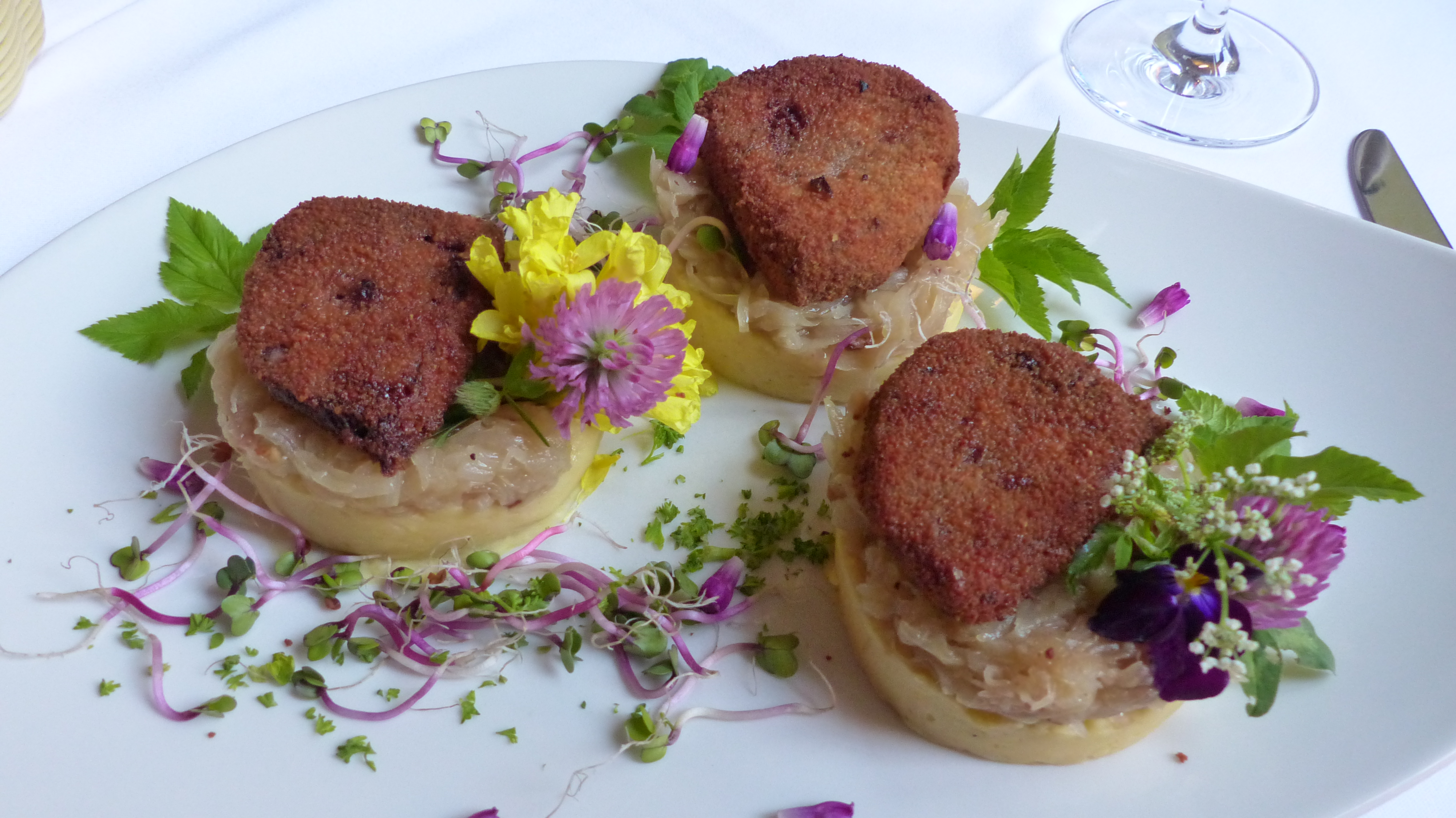
Himmel un Äd, "El cel i la terra"

Els àpats tradicionals de la regió són Rheinischer Sauerbraten (un rostit de vedella i, de vegades, de cavall marinat durant uns dies en vinagre i espècies servit amb salsa i panses) i Heaven and Earth (Himmel und Äd; budín negre amb pomes guisades barrejades amb puré de patates). A l'hivern a la gent li agrada menjar Muscheln Rheinischer Art (musclos a l'estil renà), així com Reibekuchen (pancakes de patata fregits amb salsa de poma). També un àpat especial: Düsseldorfer Senfrostbraten (Carns rostits amb mostassa de Düsseldorf per sobre).
Düsseldorf és coneguda per la seva forta mostassa semblant a Dijon, servida en una olla tradicional anomenada "Mostertpöttche", que va ser eternitzada en un bodegó per Vincent van Gogh el 1884.
La metròpoli del Rin és una de les zones més diverses pel que fa a la diversitat culinària. Düsseldorf, amb la tercera comunitat japonesa més gran d'Europa, no només ofereix una àmplia gamma de cuina culinària sinó que també té una sòlida base de menjar asiàtic autèntic a la ciutat. L'excepcional cuina culinària de Düsseldorf ha estat reconeguda i visitada per la guia de viatges líder mundial de Lonely Planet. Juntament amb una àmplia gamma de cuina cultural diversa, Düsseldorf també acull diversos restaurants amb estrella Michelin de renom mundial.
Halve Hahn: aquest plat s'elabora amb mig rotllo de sègol doble, que és una altra de les especialitats de Düsseldorf, untat amb mantega, amb una llesca gruixuda de formatge Gouda envellit, ceba, mostassa, pebre vermell mòlt i escabetx.
Himmel un Aad: un plat de puré de patates i pomes juntament amb rodanxes de blutwurst. Les cebes caramel·litzades se solen servir amb aquest menjar.
Reibekuchen és un altre plat famós de Düsseldorf; aquest plat s'acostuma a regar amb Rübensyrup (xarop de remolatxa) i se serveix en rodanxes de pumpernickel juntament amb puré de poma.

### Literatura
El Förderpreis für Literatur der Landeshauptstadt Düsseldorf és un premi literari alemany donat per la ciutat de Düsseldorf a Rin del Nord-Westfàlia. El Premi de Literatura en suport a la Ciutat de Düsseldorf l'atorga des de l'any 1972 el Consell de la Ciutat a causa de les decisions dels tribunals.
El Förderpreis für Literatur der Landeshauptstadt Düsseldorf s'ofereix un cop l'any a artistes i grups, especialment als àmbits de la poesia, l'escriptura, la crítica i la traducció.

## Punts d'interès
- Rheinturm, Torre del Rin, amb una alçada de 240,5 m.
- Edificis de Gehry (Mediahafen) al port de Düsseldorf
- El Benrather Schloss (Castell de Benrath)
- La casa Wilhelm-Marx-Haus del 1928
- Palau Jägerhof de la segona meitat del segle xviii i que acull el Museu Goethe.

### Museus i galeries d'art

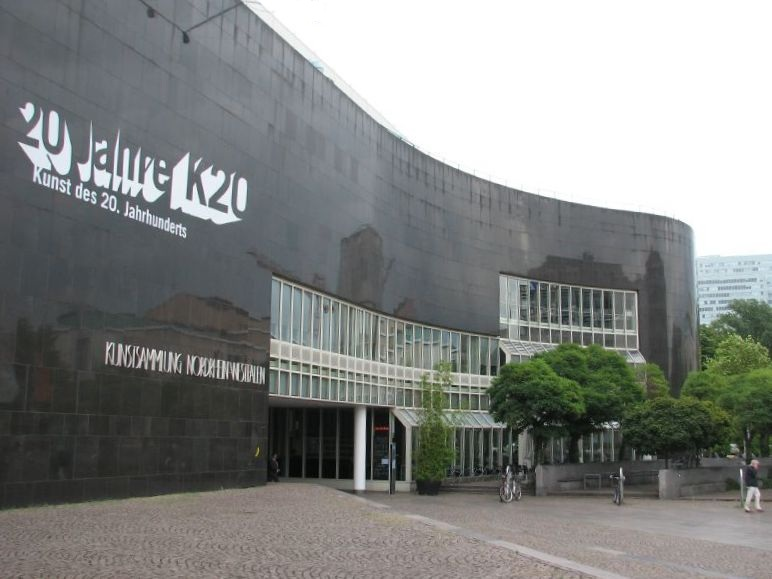
Kunstsammlung Nordrhein-Westfalen - K20 (Grabbeplatz)

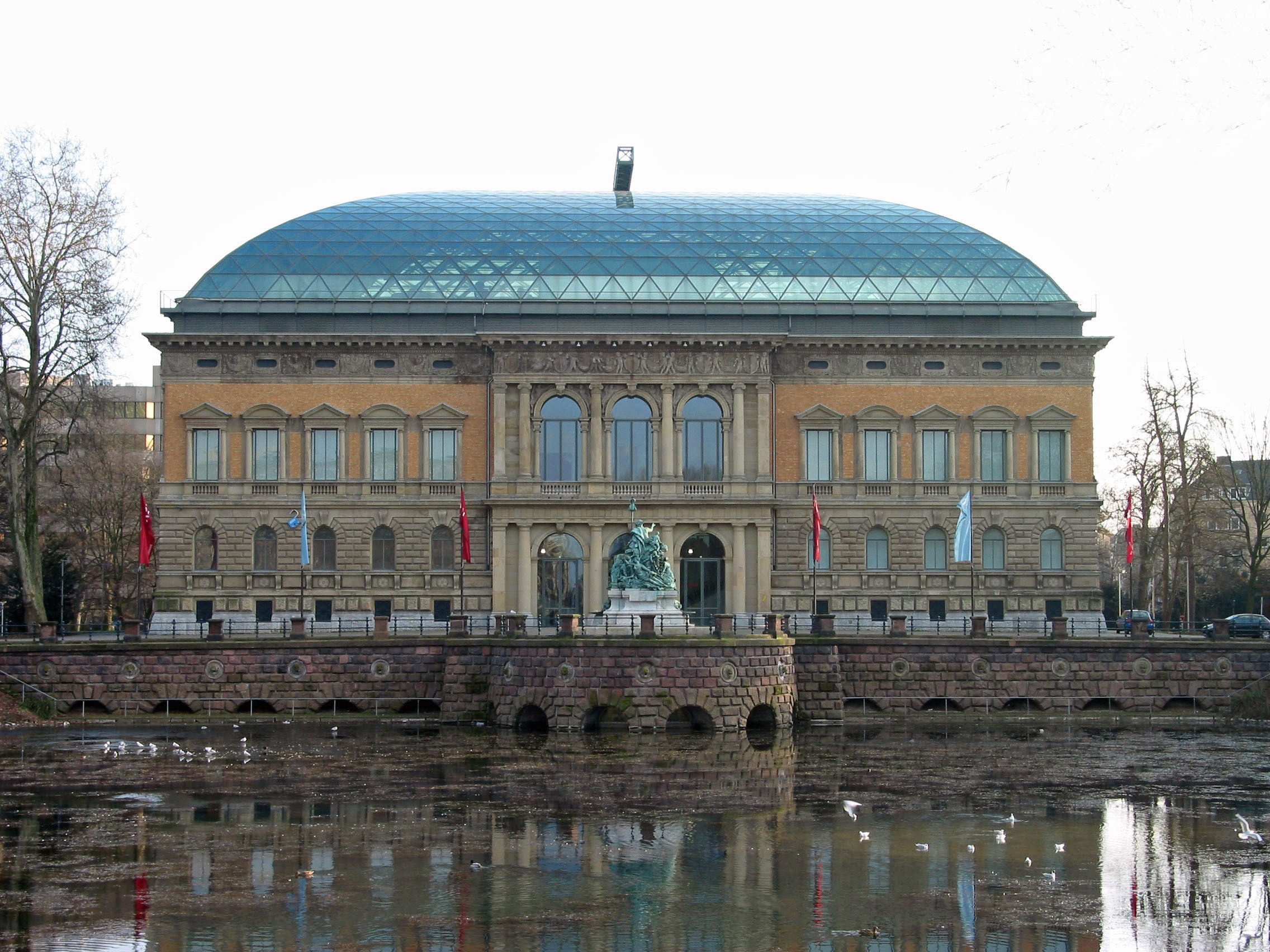
Kunstsammlung Nordrhein-Westfalen - K21 (Ständehaus)

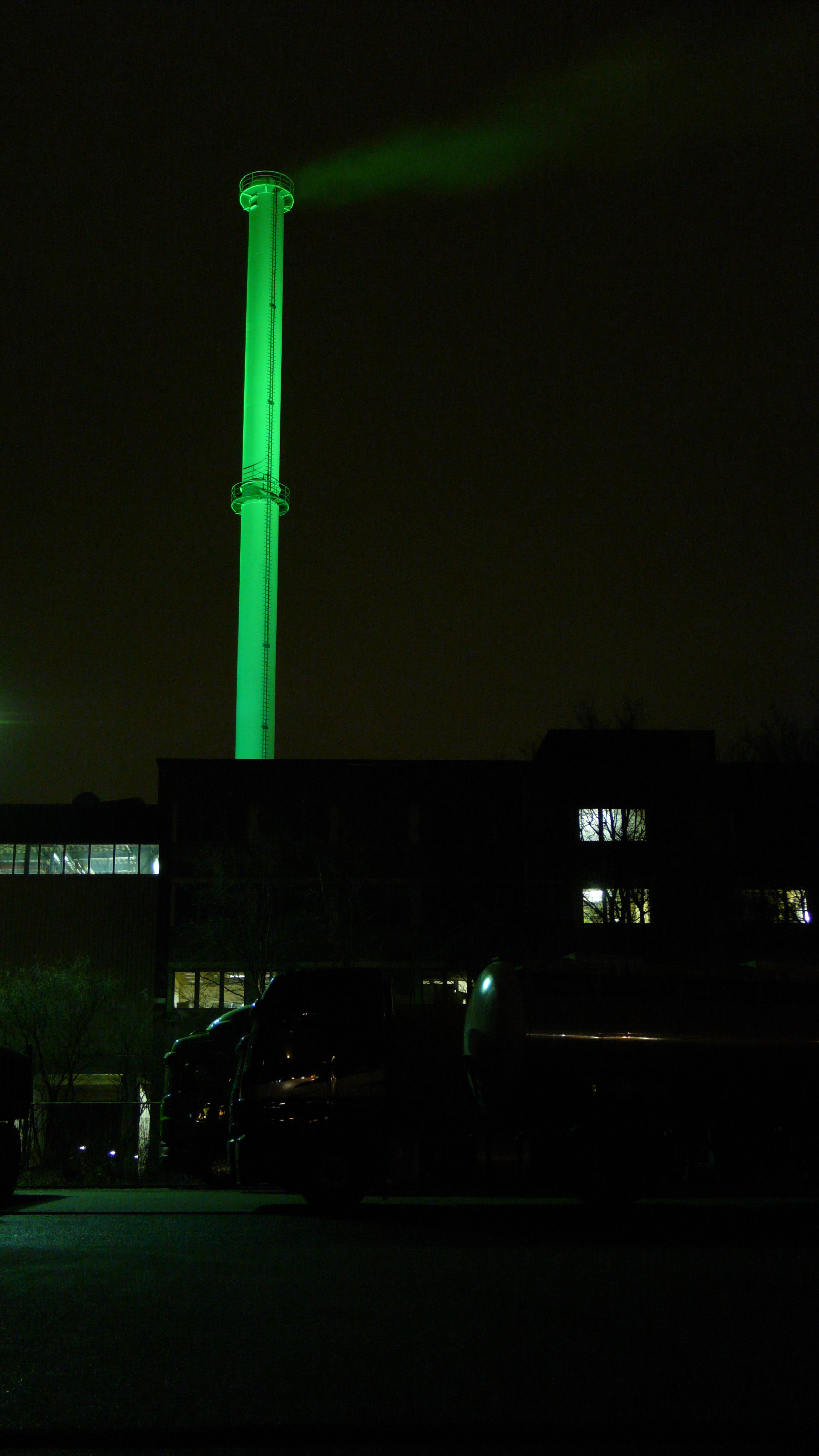
La xemeneia del Heizwerk al barri de Garath

- Akademie-Galerie (Acadèmia d'art de Düsseldorf)
- Andreaskirche
- Aquazoo-Löbbecke-Museum (Aquari i zoològic local)
- BRAUSE - Vereinsheim des Metzgerei Schnitzel Kunstvereins e.V.
- Filmmuseum - Museu del Cinema[28]
- Forum NRW
- Goethe-Museum
- Heinrich-Heine-Institut
- Heinrich Heine Birth-house
- Hetjens Museum (Museu alemany de ceràmica)
- Julia Stoschek Collection (videoart)[29]
- Kunstarchiv Kaiserswerth
- Kunst im Tunnel[30]
- Kunstsammlung Nordrhein-Westfalen (Art Collection Northrhine-Westphalia) - K20 (Grabbeplatz) and K21 (Ständehaus)
- Kunsthalle Düsseldorf
- Kunstverein für die Rheinlande und Westfalen (Societat per a la promoció de les belles arts)
- Museum Kunst Palast
- Puppentheater an der Helmholtzstraße
- Rathaus
- Reinraum e.v. - Verein zur Förderung von Kunst und Kultur
- Rheinturm
- St. Lambertuskirche
- Schiffahrt Museum
- Schloss Jagerhof
- Schlossturm
- Schloss und Park Benrath, amb el Museum für europäische Gartenkunst
- Stadtmuseum (museu d'història local)
- Theatermuseum, Düsseldorf
- Triton Museum

## Personatges il·lustres
- Andreas Schmidt,
- Thomas Struth,
- Friedrich Tamms.
- Everart Vogel filòleg
- Elly Ney pianista
- Emile Steinkuhler (1824-1872) pianista, violinista i compositor.
- Edmund van der Straeten (1855-1934) violoncel·lista i compositor.
- Friedrich Karl Schmidt (1901-1977) matemàtic.